# 726

## Nașteri
- Grifo, fiul ilegitim a lui Carol Martel conducător important al francilor (d. 753)